# Adam Maksymilian Kitajewski
Adam Maksymilian Kitajewski (ur. 24 grudnia 1789 w Warszawie, zm. 4 lipca 1837 tamże) – profesor Uniwersytetu Warszawskiego, chemik, farmaceuta, zoolog, mineralog.

## Życiorys
Urodził się w Warszawie, jego rodzicami byli Stefan i Elżbieta z domu Bajer. Pierwsze nauki pobierał w szkole pijarów w Warszawie. Następnie rozpoczął naukę zawodu farmaceuty pracując w jednej z warszawskich aptek. Rząd Księstwa Warszawskiego chcąc podnieść poziom nauki w państwie ufundował stypendia dla zdolnej młodzieży. We wrześniu 1809 Adam Kitajewski dostaje takie stypendium ufundowane przez Izbę Edukacyjną będącą kontynuacją Komisji Edukacji Narodowej. Przyjmując stypendium dostaje również od S.B. Lindego listy polecające do znanych niemieckich chemików: Martina Klaprotha i Sigismunda Hermbstaedta.
Po dwóch latach dostaje kolejne listy polecające do francuskich chemików: Louis Nicolas Vauquelin, Claude Louis Berthollet, Joseph Gay-Lussac oraz Louis Jacques Thénard.
Do Paryża udał się pieszo, zwiedzając po drodze zakłady metalurgiczne, wytwórnie chemiczno-farmaceutyczne i inne rzeczy związane z zastosowaniem chemii. We Francji słuchał wykładów z chemii organicznej w Collège de France. W czasie wakacji zwiedzał zakłady włókiennicze, fabryki indygo, fabryki wyrobów ceramicznych, huty żelaza i metali kolorowych oraz wytwórnie różnych chemikaliów.
Pod koniec marca 1814 jest w Warszawie i rozpoczyna nauczanie chemii, fizyki i mineralogii oraz zoologii w Liceum Warszawskim.
Kitajewski znajduje się w gronie pierwszych wykładowców Uniwersytetu Warszawskiego. Dostaje katedrę chemii ogólnej. W pałacu Kazimierzowski organizuje pracownię chemiczną. W 1825 udaje się do Anglii, gdzie w tym czasie był najlepiej rozwinięty przemysł chemiczny. Po powrocie, w 1827 rozpoczyna wydawanie czasopisma "Sławianin". Tytuł wywodzi się z przekonania, że nazwa Słowianie pochodzi od słowa "sława".
Bierze udział w Powstaniu Listopadowych, w stopniu brygadiera w Gwardii Narodowej.
Wspólnie z Józefem Janem Celińskim i Teodorem Heinrichem dokonują badania mineralnych wód leczniczych m.in. w Ciechocinku, Gozdzikowie, Busku.
Był członkiem Komisji Egzaminacyjnej w Radzie Lekarskiej. Należał do Towarzystwa Przyjaciół Nauk. Prace swoje publikował w "Rocznika towarzystwa warszawskiego przyjaciół nauk". W roku śmierci przedstawił rządowi rozprawę w języku francuskim, "O wodach mineralnych w królestwie Polskiem".
Zmarł 4 lipca 1837 w Warszawie i pochowany został w katakumbach na cmentarzu Powązkowskim w Warszawie (rząd 21-5).